# Munīr Alyāf‘aī
Munīr Maḥmūd ’Aḥmad Al-Mašālī (ar. منير محمود أحمد المشالي, ur. 1974, zm. 1 sierpnia 2019 w Adenie), zwany również ’Abū Al-Yamāma Al-Yāf‘ī (ar. أبو اليمامة اليافعي) – jemeński dowódca 1. brygady Sił Pasa Bezpieczeństwa w Adenie wspieranych przez Zjednoczone Emiraty Arabskie, w chwili śmierci posiadający stopień generała brygady.

## Życiorys
Należał do plemienia Al-Yāf‘ī, którego członkowie uznawani są za zaciętych i dumnych.
Walczył w wojnie domowej w Jemenie w 1994 roku przeciwko Jemenowi Północnemu, następnie pomagał tworzyć ruch oporu na terenie Jemenu Południowego.
Około 2010 roku został skazany na śmierć przez ówczesnego prezydenta Jemenu, Alego Abd Allaha Saleha. W 2011 roku brał udział w prostestach przeciwko prezydenturze Saleha, a po wybuchu wojny domowej w 2015 roku dowodził w walkach przeciwko Husi. Odnosząc sukcesy wojskowe zyskał wiele przydomków, m.in. „Lew Południa”, czy „Wywołujący Strach”.
Został wyznaczony na dowódcę Sił Pasu Bezpieczeństwa w Adenie i szybko stał się kluczowym dowodzącym operacjami antyterrorystycznymi w regionie.
’Abū Al-Yamāma zginął 1 sierpnia 2019 roku w ataku bombowym przeprowadzonym w trakcie uroczystości z okazji ukończenia nauk wojskowych w obozie treningowym w Adenie.